# Anton Friedrich Hohl
Anton Friedrich Hohl (Bad Lobenstein, 17 novembre 1789 – 23 gennaio 1862) è stato un medico tedesco.

## Biografia
Studiò giurisprudenza presso l'Università di Lipsia, e dopo la laurea aprì uno studio legale nella sua città natale di Lobenstein. Nel 1824 fu in grado di procurarsi fondi sufficienti per studiare medicina. Nel 1827 ottenne il dottorato in medicina a Halle an der Saale con una tesi sulla microcefalia. Questa tesi era basata su un campione della collezione teratologica di Johann Friedrich Meckel (1781-1833). Nel 1834 Hohl divenne un "professore ordinario" di ostetricia a Halle.
Hohl pubblicò numerosi lavori nel campo dell'ostetricia, tra cui un libro di testo influente intitolato Lehrbuch der Geburtshülfe mit Einschluss der geburtshülflichen Operationen und der gerichtlichen Geburtshülfe. Nel 1852 fu il primo medico a descrivere l'agenesia della colonna vertebrale inferiore. All'inizio della sua carriera fornì una descrizione per la progettazione di uno stetoscopio fetale (1834).

## Opere principali
- De Microcephalia. Halle 1830. (tesi)
- De Aneurysmatis, eorum medendi manuumque opera sanandi ratione. Orphanotropheum, Halle 1830. (abilitazione)
- Die Geburtshülfliche Exploration Verlag der Buchhandlung des Waisenhauses, Halle 1833–1834, 2 volumi
- Vorträge über die Geburt des Menschen. Waisenhaus, Halle 1845.
- Die Geburten missgestalteter, kranker und todter Kinder. Waisenhaus, Halle 1850.
- Zur Pathologie des Beckens; Engelmann, Leipzig 1852.
- Lehrbuch der Geburtshülfe mit Einschluss der geburtshülflichen Operationen und der gerichtlichen Geburtshülfe. Engelmann, Leipzig 1855